# София Кабел
София Кабел е бивш български телевизионен канал.Той е една от първите частни български телевизии.
Създадена е през 1993 г. заедно с едноименния кабелен оператор. Телевизията е политематична. През 1998 г. програмата започва да се разпространява и от други кабелни оператори в страната, и името на медията е сменено на Канал 3. През януари 1999 г. кабелният оператор временно пуска като нов канал София Кабел по който вървят предимно филми и сериали, който впоследствие се преименува на София Кабел Филм. През март 1999 г. е пуснат още един канал – София Кабел Фолк, а през октомври 1999 г. – София Кабел Инфо.
През 2005 г. операторът е закупен от ЕстНет и на 1 ноември 2005 са закрити всички канали с марката София Кабел, като остава единствено Канал 3.
На 7 декември 2009 г. каналът София Кабел е възроден за няколко месеца, след като другия възроден канал – София Кабел Фолк, е ребрандиран.